# Setodes lineatus
Setodes lineatus är en nattsländeart som beskrevs av Banks 1913. Setodes lineatus ingår i släktet Setodes och familjen långhornssländor. Inga underarter finns listade i Catalogue of Life.